# Ameryka (opera)
Ameryka (niem. Amerika) – opera Romana Haubenstocka-Ramatiego z librettem jego autorstwa na podstawie niedokończonej powieści Ameryka Franza Kafki, premiera dzieła nastąpiła w 1966 roku w Berlinie Zachodnim.

## Historia
Kompozycja powstawała w latach 1962–1964. Premiera odbyła się w Deutsche Oper Berlin w Berlinie Zachodnim 8 października 1966 roku w reżyserii Deryka Mendela, dyrygował Bruno Maderna, wystawieniu towarzyszyły głośne protesty publiczności. Podczas premiery grała jedna orkiestra, a nagrania dwóch innych orkiestr były odtwarzane z taśmy w różnych miejscach sali koncertowej, co wzmagało przestrzenność dźwięku i dezorientację widzów. Przyjęcie premierowego wykonania było skrajnie negatywne, a dzieło zignowowane.
Opera została jeszcze wystawiona w Los Angeles przez Ellisa B. Kohsa w 1970 roku. Przejrzana edycja opery została wystawiona 3 października 1993 w Grazu, dyrygował Beat Furrer, a w Karla Rossmanna wcielił się Eugen Procter. Były to jedyne dwa wykonania od czasu premiery do momentu wystawienia dzieła w Theater Bielefeld w 2004 roku oraz w  Opernhaus Zürich w 2024 roku, w 100. rocznicę śmierci Kafki (planowano premierę na 2021 rok, jednak wówczas nie doszła ona do skutku z uwagi na restrykcje związane z pandemią COVID-19).
Opera pojawiła się w zestawieniu 100 arcydzieł operowych XX wieku autorstwa Bernda Feuchtnera.

## Charakterystyka
Muzyka i libretto na podstawie niedokończonej powieści Ameryka Franza Kafki są autorstwa Romana Haubenstocka-Ramatiego. Tekst powieści opracował Max Brod, libretto jest w języku niemieckim, składa się ono z krótkich zdań i pojedynczych słów zaczerpniętych z powieści Ameryka. Muzyka do opery, napisana z wykorzystaniem notacji graficznej, poza klasyczną grą orkiestry jest wzbogacona dźwiękami z czterościeżkowej taśmy, na której zarejestrowano rozmaite nagrania muzyczne, a zastosowane rozwiązania kompozytorskie przywodzą na myśl muzykę Krzysztofa Pendereckiego i Iannisa Xenakisa.
Dzieło składa się z dwóch części, jego wykonanie zajmuje około 110 minut. Opera składa się z 25 scen-segmentów i epilogu, brak w niej typowego dramatycznego rozwoju akcji. Segmenty można było zamieniać miejscami w sposób quasi-aleatoryczny.

### Fabuła
Klasyczna akcja nie zachodzi, brak typowych arii czy pieśni. Czas akcji to Ameryka przed I wojną światową. Główny bohater, 17-letni Karl Rossmann (tenor) to imigrant z Czech, który odkrywa Nowy Świat, dokąd wyjeżdza po skandalu seksualnym, aby ratować honor rodziny. Pozostałe postacie: Brunelda (mezzosopran), szef kuchni (alt), pan Pollunder (bas/baryton), Jacob (bas), Klara (sopran), Teresa (sopran). Poszczególne sceny przedstawiają: przyjazd do Ameryki Karla Rossmanna; spotkanie Karla z palaczem; interwencję wujka; wydarzenia w domu Pollundera i w Hotelu Occidental; poznanie się Karla ze studentem; pokój Bruneldy i jej wyjście z więzienia Delamarche; wizytę Rossmanna w Wielkim Teatrze Oklahomy; niebo i piekło.